# الثمانين (عزبة)
عزبة الثمانين، عزبة تابعة لقرية شابة، التابعة لمركز دسوق، التابع لمحافظة كفر الشيخ في جمهورية مصر العربية.

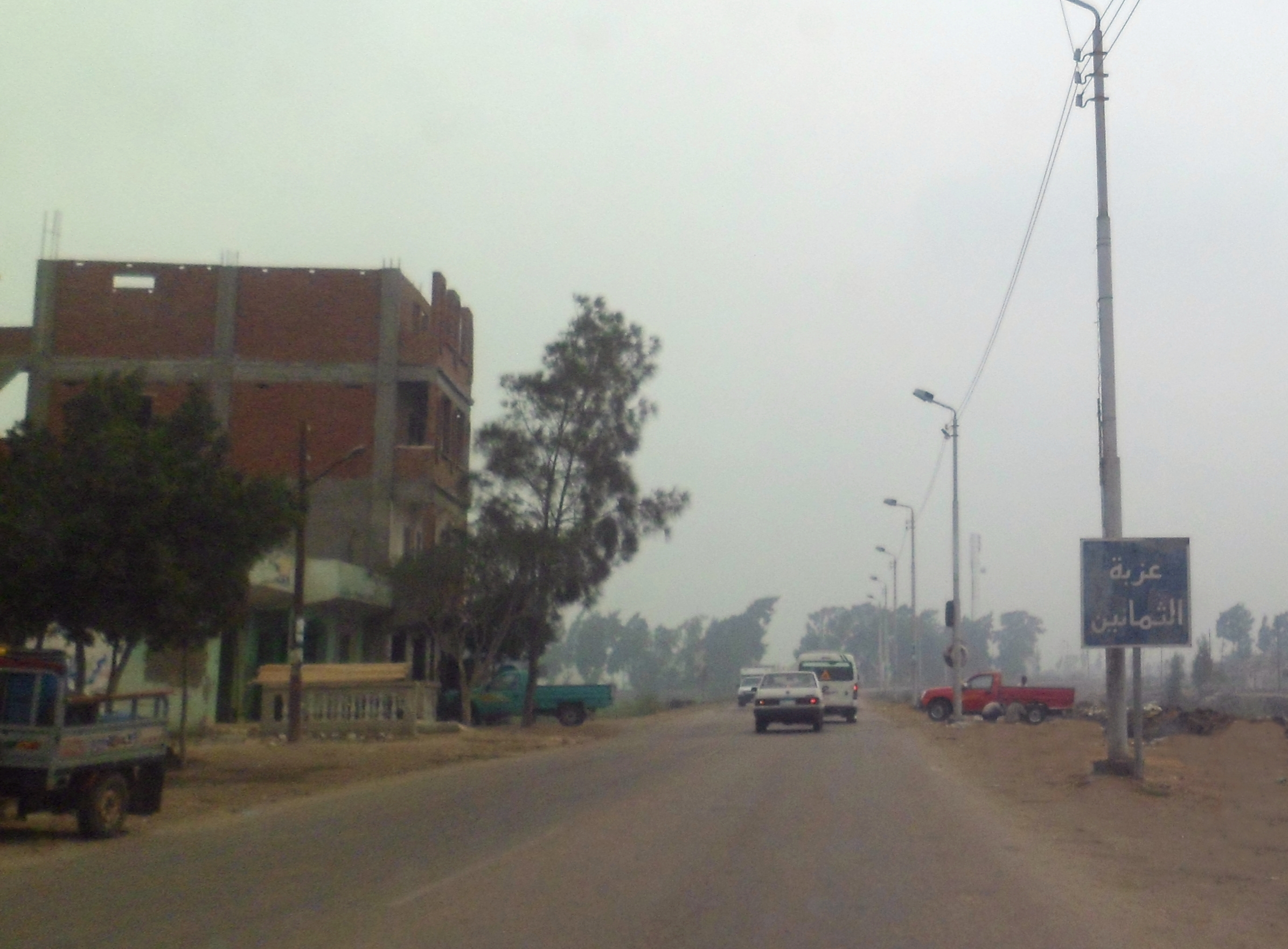
عزبة الثمانين على طريق دسوق - كفر الشيخ.